# Archie McMillan
Archibald „Archie“ McMillan (* 1894 in Campbeltown, Schottland; † 23. November 1917 in Cambrai, Frankreich) war ein schottischer Fußballspieler.

## Karriere und Leben

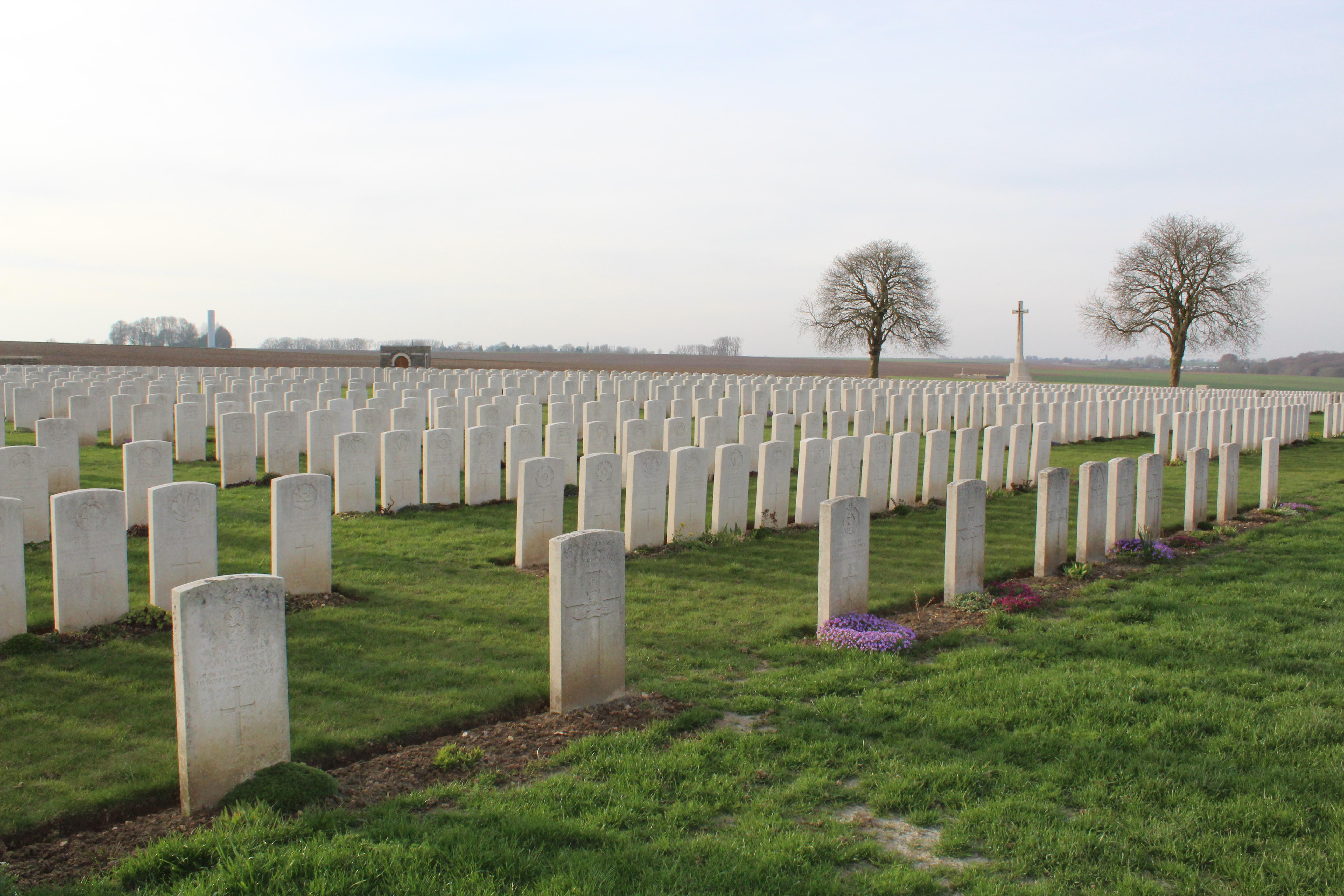
Rocquigny-Equancourt Road British Cemetery, letzte Ruhestätte von McMillan

Archie McMillan wurde 1894 in Campbeltown, auf der Kintyre-Halbinsel im Westen von Schottland geboren. Im August 1913 unterschrieb er einen Vertrag bei Celtic Glasgow. Ohne einen Einsatz absolviert zu haben, unterzeichnete der Außenläufer im Juni 1914 einen Vertrag bei Ayr United. In der Saison 1914/15 kam er auf vier Auftritte in der Division One.
Während des Ersten Weltkriegs diente McMillan als Private bei den Argyll and Sutherland Highlanders. Im Rahmen der Schlacht von Cambrai wurde McMillan zwischen dem 21. und 23. November 1917 in Fontaine-Notre-Dame verwundet und starb am 23. November 1917 im Lazarett in Cambrai. Er wurde in Frankreich auf dem britischen Soldatenfriedhof Rocquigny-Equancourt beigesetzt.